# BlackBerry Bold 9700
BlackBerry Bold 9700（ブラックベリーボールド9700）は、カナダの携帯電話メーカーリサーチ・イン・モーション (RIM) が開発したBlackBerryシリーズのスマートフォンで、HSDPAに対応している。日本ではNTTドコモよりドコモ スマートフォンシリーズの端末として提供される。日本のほか、アメリカ、ヨーロッパ、アジア、豪州と世界中で発売されている。

## 概要
2009年2月に発売されたBlackBerry Boldの後継機種となっている。
NTTドコモにてBlackBerry Internet ServiceやBlackBerry Enterprise Serviceのオプションをつけることで、企業グループウェアとの同期、プロバイダメールやWebメールのプッシュでの受信を行うことができる。
BlackBerry Boldに比べ、サイズ、重さとも一回り小さくなっているが、画面の解像度が縦に40ドット広くなっているのと、中央にあったトラックボールが光学式のトラックパットとなりより直感的な操作が可能となった。
RAMが256MとBlackBerry Boldの倍になっており、今まで以上にアプリケーションやキャッシュに利用することができるようになっている。
いままでのBlackBerryがビジネス向けであったのとは逆に、本端末からはコミュニケーションが重視され、音楽再生、メッセンジャーやSNSなどに注力をおいている。
その中でアプリケーションとしては、Twitter、Facebook、MySpace、Flickr、foursquareのほか、日本独自の展開として、mixiにも対応している。それらのアプリケーションは他のメッセンジャーやメール同様、新着があると通知される。
メッセンジャー機能も従来からバージョンアップし、通常のメッセージング、音声チャットのほかに、グループでの画像の共有ができるBlackBerryメッセンジャーがプリインストールされる。
その他に「Google Talk」「Windows Live メッセンジャー」プリインストールまたはインストール用ショートカットが用意されている。メッセージが着信すると、着信音やバイブレーター、LED通知で着信を知らせてくれる。
iモード絵文字がメールやSMSで利用可能となる。
BlackBerry Boldでは日本語フォントは明朝体のみであったがゴシック体も選択できるようになる。
言語が日本語のほか英語、ドイツ語、フランス語、イタリア語、ロシア語、中国語、韓国語に対応する。
WiFiにも対応するが、BlackBerry Boldでは対応していたIEEE802.11aが非対応となり、BとGの対応のみとなる。BlackBerry Boldと同様、BlackBerryサービスのオプションでBlackBerry 公衆無線LANサービスが利用できる。
Bluetoothがversion2.1+EDR１対応となっている。
外観はBlackBerry Boldをそのまま小さくしたような形状で、背面のバッテリーカバーは革張りとなっている。
BlackBerry Boldと同様、全てのキーボードにショートカットキーを割り当てることができ、たとえば「O」を押すと画面の縮小「I」を押すと画面の拡大といったものがデフォルトで割り当てられている。
カメラ機能が大幅に向上し、手振れ補正、オートフォーカスや高光度LEDフラッシュも搭載されている。
パケ・ホーダイダブルを契約することで、定額で利用することができる。またモデム通信も利用が可能だが、接続には特殊な方法が必要となる。
WORLD WINGにも対応しており、海外でも利用が可能となる。

## BlackBerryのサービス
BlackBerryで利用できるサービスは企業用のBlackBerry Enterprise Service (BES) とBlackBerry Internet Service (BIS) とその双方を利用できる、BlackBerry Dual Network Service (BDS) とあるが、BlackBerry 9700はそれらのサービスを利用することができる。BESにおいては、企業のExchange ServerやLotus Dominoのメールの送受信、スケジューラーの共有、SametimeやLive Communication Server (LCS) などが利用可能で、それらは全てリアルタイムプッシュで行うことができる。
また後者は個人利用やSOHOでの利用がメインとなり、最大11個のPOP、IMAPのメールのアカウントの送受信や、SNS、インスタントメッセンジャー、インターネットブラウジングを利用することが可能となる。

### BISのメール利用
BalckBery Internet Serviceでは前項のとおり、POP、IMAPのメールをプッシュメールとして利用することが可能である。メールアカウントがない場合でも、BISの契約をしていれば@docomo.blackberry.comアカウントのメールアドレスを利用することが可能となる。またGmailやHotmail、Windows Live HotmailといったWebメールも利用が可能となり、それらのメールはリアルタイムでプッシュ着信する。そのほかのWebメールもPOP、IMAP対応していれば、BlackBerryで利用が可能である。（例：Yahoo!メール、livedoor メール、gooメール「有料版」）

### spモード
BlackBerry9700ではiモード絵文字が発売当初より利用可能であったが、iモードメールは利用できない。iモード.netモバイルモードを利用することで、ブラウザを利用した送受信は可能。
2010年9月1日よりドコモではスマートフォンでも@docomo.ne.jpのドメインが利用できるspモードを開始したが、BlackBerryでは対応していなかった。しかし、2010年内にこのspモードがBlackBerryでも利用できるようになることがRIMより発表されている。
2010年12月1日よりspモードに対応し、同時にブラックベリーインターネットサービスの料金が、改定される予定。spモードは、他のAndroid機種等とは、一部仕様が異なる。

## アプリケーション
アプリケーションはメーラーやブラウザ、カレンダー、メッセンジャー、アドレス帳のほかに、様々なサイトからダウンロードして利用することが可能となる。またRIM社が展開しているBlackBerry App Worldといわれる、BlackBerryのアプリポータルアプリケーションがプリインストールされる。ここでは有料、無料あわせて40,000を超えるアプリケーションが公開されている。
その他にドコモアプリケーションサイト、Application Centerというアプリケーションダウンロード用のツールがプリインストールされている。
これらのアプリケーションポータルから様々なアプリケーションをダウンロードし端末をカスタマイズすることが可能となる。

### プリインストールアプリ
- ブラウザ、メーラー、カレンダー、アドレス帳
- BlackBerryメッセンジャー、Google Talk、Windows Live メッセンジャー
- Twitter、Facebook、Myspace、mixiなどのSNS用アプリケーション。
- 地図 - BlackBerry Mapというアプリがプリインストールされている。他モバイルGoogle Mapsを利用することができ、GPSやストリートビューにも対応している。またナビタイムも利用することができる。
- テーマ - 様々のサイトからテーマをダウンロードし、画面のカスタマイズを行うことができる。
- ウィジェット -天気予報、株価といったウィジェットがプリインストールされている。
- ゲーム
- Document To Go - Word、Excel、PowerPointを編集できるアプリケーションプリインストールされている。メールの添付などを閲覧する際などにも利用することができる。
- Document To Go のほかにアタッチメントビューアーで（Word、Excel、PDF、PowerPoint、JPEG、GIF、TIFF、BMP、TXT、Zipのメールの添付の表示が可能となる。
- 音楽プレイヤー - iTunesやWindows Media Playerのプレイリストとの同期をとった音楽などを聴くことができる。別売りでリモコン付ヘッドセットなども利用できる。
- 時計、電卓、ボイスレコーダー、メモ帳、音声ダイヤル、タスク

## 付属品
- 同梱物
  - USBケーブル
  - ACアダプタ
  - レザーケース
  - マルチメディアイヤホンマイク
- 別売り
  - 卓上ホルダ
  - キャリングケース

## PCとの同期
PCのPIMや音楽 (iTunes | Windows Media Player) との同期やデータのバックアップ、OSの再インストールを行うためのツールとして、デスクトップソフトウェアというアプリケーションが利用可能となっている。BlackBold 9700からはMac用の同期アプリケーションも提供が開始されている。

## 主な対応サービス
| 主な対応サービス                                                            | 主な対応サービス                    | 主な対応サービス               | 主な対応サービス                            |
| --------------------------------------------------------------------------- | ----------------------------------- | ------------------------------ | ------------------------------------------- |
| DCMX/おサイフケータイ                                                       | うた・ホーダイ                      | 着うたフル/着うた              | デジタルオーディオプレーヤー(WMA)(AAC)(MP3) |
| 直感ゲーム/メガiアプリ                                                      | Music&Videoチャネル/ビデオクリップ  | GSM/3Gローミング（WORLD WING） | プッシュトーク                              |
| FOMAハイスピード                                                            | GPS/ケータイお探し                  | デコメール/デコメ絵文字        | iチャネル                                   |
| ポケットU/ホームU                                                           | テレビ電話/キャラ電                 | ケータイデータお預かりサービス | フルブラウザ                                |
| おまかせロック/バイオ認証リモートワイプ機能（BES）                          | 外部メモリーへiモードコンテンツ移行 | トルカ                         | iC通信/iCお引越しサービス                   |
| きせかえツール/マチキャラ様々テーマをダウンロードし画面のカスタマイズが可能 | バーコードリーダ/名刺リーダ         | 2in1                           | エリアメール                                |

## 歴史
- 2010年5月18日 - F-06B・F-07B・F-08B・L-04B・N-04B・N-05B・N-06B・N-07B・N-08B・P-04B・P-05B・P-06B・P-07B・SH-02B marimekko・SH-07B・SH-08B・SH-09B・LYNX SH-10B・dynapocket T-01B・BlackBerry Bold 9700の開発及び一部機種の発売を発表。
- 2010年7月30日発売開始
- 2010年11月29日 - ソフトウェアアップデート。絵文字の文字化け、アニメーションテーマの改善等。[5]
- 2010年12月1日 - spモードメールに対応。ブラックベリーWebフィルタ対応。BlackBerry料金値下げ

## 注記
1. ↑  BlackBerryでのモデム接続方法
2. ↑  「spモード」は年内対応：（IT Medhia）
3. ↑  ドコモスマートフォンサイトアプリケーション
4. ↑  BlackBerry Desktop Software
5. ↑  BlackBerry® BoldTM 9700のソフトウェアアップデート情報